# Associazione Femminile Dilettantistica Grifo Perugia 2012-2013
Questa pagina raccoglie i dati riguardanti l'Associazione Femminile Dilettantistica Grifo Perugia nelle competizioni ufficiali della stagione 2012-2013.

## Rosa
| N. |                   | Ruolo | Calciatrice           |
| -- | ----------------- | ----- | --------------------- |
|    | Italia (bandiera) | P     | Francesca Cucchiarini |
|    | Italia (bandiera) | P     | Miriam Marroccoli     |
|    | Italia (bandiera) | P     | Elisa Monsignori      |
|    | Italia (bandiera) | D     | Benedetta Alessi      |
|    | Italia (bandiera) | D     | Valentina Belia       |
|    | Italia (bandiera) | D     | Lucia Bianchi         |
|    | Italia (bandiera) | D     | Martina Bordellini    |
|    | Italia (bandiera) | D     | Erika Cianci          |
|    | Italia (bandiera) | D     | Alessandra Ferretti   |
|    | Italia (bandiera) | D     | Ilaria Mannucci       |
|    | Italia (bandiera) | D     | Arianna Marchesi      |
|    | Italia (bandiera) | D     | Bianca Parise         |
|    | Italia (bandiera) | D     | Carlotta Saravalle    |
|    | Italia (bandiera) | C     | Martina Ceccarelli    |

| N. |                    | Ruolo | Calciatrice          |
| -- | ------------------ | ----- | -------------------- |
|    | Italia (bandiera)  | C     | Corinna Fiorucci     |
|    | Italia (bandiera)  | C     | Michela Maddaleni    |
|    | Italia (bandiera)  | C     | Gloria Marinelli     |
|    | Italia (bandiera)  | C     | Romina Natalizi      |
|    | Italia (bandiera)  | C     | Eleonora Pederzoli   |
|    | Italia (bandiera)  | C     | Elena Proietti       |
|    | Italia (bandiera)  | C     | Nicoletta Santacroce |
|    | Italia (bandiera)  | C     | Maria Iole Volpi     |
|    | Albania (bandiera) | A     | Serina Bylykbashi    |
|    | Italia (bandiera)  | A     | Giulia Fiorucci      |
|    | Italia (bandiera)  | A     | Benedicte Kouadi     |
|    | Italia (bandiera)  | A     | Jessica Migliorini   |
|    | Italia (bandiera)  | A     | Luisa Pugnali        |
|    | Italia (bandiera)  | A     | Paola Roversi        |

## Calciomercato

### Sessione estiva
| Acquisti | Acquisti           | Acquisti | Acquisti   |
| R.       | Nome               | da       | Modalità   |
| -------- | ------------------ | -------- | ---------- |
| C        | Elena Proietti     | Roma CF  | svincolata |
| A        | Jessica Migliorini | Siena    | svincolata |

|  |

### Sessione invernale
|  |

|  |

## Risultati

### Serie A

#### Girone di andata
| Arbitro: | Matteo D'Ambrogio (Frosinone) |

|            |           |               |
| Pirone 21’ | Marcatori | 35’ Maddaleni |

| Arbitro: | Cristian Cudini (Fermo) |

|  |           |                         |
|  | Marcatori | 22’ Ramera 44’ Galbiati |

| Arbitro: | Davide Moro (Schio) |

|                                  |           |                |
| Sedonati 44’ (rig.) Bortolus 57’ | Marcatori | 70’ Santacroce |

| San Sisto, Perugia 13 ottobre 2012, ore 15:00 CEST 4ª giornata | Grifo Perugia                   | 0 – 0 referto | Firenze | Stadio Comunale\| Arbitro: \| Matteo Cesarini (Civitavecchia) \| |
| Arbitro:                                                       | Matteo Cesarini (Civitavecchia) |               |         |                                                                  |

| Arbitro: | Enrico Leo (Roma 2) |

|                                                                |           |  |
| 22’ Domenichetti Panico 25’, 41’, 67’ Maendly 33’ Stracchi 65’ | Marcatori |  |

| Arbitro: | Paolo Massimo Maria Campogrande (Roma 1) |

|  |           |             |
|  | Marcatori | 78’ Caccamo |

| Arbitro: | Marco Gasparin (Schio) |

|                                              |           |  |
| Del Prete 8’, 23’ Vicchiarello 55’ Sardu 72’ | Marcatori |  |

| Arbitro: | Andrea Tursi (San Giovanni Valdarno) |

|  |           |                                                             |
|  | Marcatori | 20’, 43’ Parisi 35’, 73’ Mauro 38’, 42’ Brumana 72’ Tuttino |

| Arbitro: | Antonio Borriello (Torre del Greco) |

|                                                   |           |  |
| Sabatino 9’ (rig.) Boni 67’ Gama 79’ Bonansea 89’ | Marcatori |  |

| Arbitro: | Paolo Battistelli (L'Aquila) |

|  |           |                                                  |
|  | Marcatori | 26’ Pini 42’ Mason 61’ Gabbiadini 66’ Di Criscio |

| Arbitro: | Stefano Cortinovis (Bergamo) |

|  |           |                    |
|  | Marcatori | 25’, 35’ Marinelli |

| Arbitro: | Marco Della Croce (Rimini) |

|                |           |                            |
| Migliorini 25’ | Marcatori | 63’ Oliviero 78’ Carminati |

| Arbitro: | Yuri Mastrogiuseppe (Sulmona) |

|                         |           |                           |
| Ciarlo 55’ Marchese 76’ | Marcatori | 10’ Saravalle 31’ Pugnali |

| Arbitro: | Federico Di Giovanni (Brescia) |

|                      |           |  |
| Tarenzi 8’ Mauri 53’ | Marcatori |  |

| Arbitro: | Federico Pragliola (Terni) |

|                           |           |  |
| Saravalle 31’ Pugnali 78’ | Marcatori |  |

#### Girone di ritorno
| Arbitro: | Marco Guarnieri (Empoli) |

|  |           |                          |
|  | Marcatori | 72’, 88’ (rig.) Yamamoto |

| Arbitro: | Gianluca Andreoletti (Bergamo) |

|                     |           |                          |
| Damgaard Jensen 64’ | Marcatori | 29’ Natalizi 39’ Pugnali |

| Arbitro: | Davide Meocci (Siena) |

|             |           |                            |
| Fiorucci 7’ | Marcatori | 32’ Sedonati 93’ Cavallini |

| Arbitro: | Riccardo Pelagatti (Livorno) |

|                                  |           |  |
| Salvatori Rinaldi 35’ Guagni 86’ | Marcatori |  |

| Arbitro: | Francesco Carbonari (Roma 1) |

|  |           |                               |
|  | Marcatori | 29’ Fuselli 34’, 72’ Piacezzi |

| Arbitro: | Denis Didu (Jesi) |

|            |           |               |
| Sodini 72’ | Marcatori | 5’ Migliorini |

| Arbitro: | Gabriele Avellani (L'Aquila) |

|                           |           |                                      |
| Migliorini 70’ Parise 88’ | Marcatori | 21’ Žganec 50’ Del Prete 61’ Zanetti |

| Arbitro: | Marco Mezzarobba (Conegliano) |

|                                            |           |  |
| Brumana 38’, 43’ Camporese 40’ Bissoli 68’ | Marcatori |  |

| Arbitro: | Eduart Pashuku (Albano Laziale) |

|               |           |                                    |
| Marinelli 20’ | Marcatori | 30’ Sabatino 44’ Prost 62’ Cernoia |

| Arbitro: | Luca Zufferli (Udine) |

|                                                                           |           |  |
| Gabbiadini 6’, 16’, 17’ Girelli 8’, 58’ (71) Di Criscio 43’ Carissimi 64’ | Marcatori |  |

| Arbitro: | Andrea Tursi (San Giovanni Valdarno) |

|                                                                       |           |             |
| Proietti 28’ Pugnali 35’ Marchesi 43’ Natalizi 50’ Maddaleni 60’, 75’ | Marcatori | 25’ Peretti |

| Arbitro: | Luca Pedretti (Lovere) |

|                         |           |                                   |
| A. Vitanza 30’ Erba 44’ | Marcatori | 19’ (rig.) Saravalle 80’ Proietti |

| Arbitro: | Mario Fedele (Forlì) |

|                                                          |           |                |
| Proietti 10’, 27’ Marinelli 38’ Pugnali 84’ Natalizi 86’ | Marcatori | 25’ Berarducci |

| San Sisto, Perugia 27 aprile 2013, ore 15:00 CEST 29ª giornata | Grifo Perugia                    | 0 – 0 referto | Mozzanica | Stadio Comunale\| Arbitro: \| Giacomo Pompei Poentini (Pesaro) \| |
| Arbitro:                                                       | Giacomo Pompei Poentini (Pesaro) |               |           |                                                                   |

| Arbitro: | Marcello Roca (Bari) |

|              |           |                         |
| Barbieri 19’ | Marcatori | 11’ Natalizi 50’ Parise |

#### Play-out
| Arbitro: | Valerio Amadio (Ascoli Piceno) |

|                                  |           |                 |
| Marchesi 52’ Fiorucci 84’ (rig.) | Marcatori | 63’, 93’ Ramera |

### Coppa Italia

#### Primo turno
| Foligno 2 settembre 2012, ore 15:30 CEST Primo turno | Foligno | 0 – 5 | Grifo Perugia | Campo sp. comunale Augusto Cecchini |

#### Secondo turno
| Roma 9 settembre 2012, ore 15:30 CEST Secondo turno | Res Roma | 3 – 1 | Grifo Perugia | Centro sp. Raimondo Vianello |

## Statistiche

### Statistiche di squadra
| Competizione       | Punti | In casa | In casa | In casa | In casa | In casa | In casa | In trasferta | In trasferta | In trasferta | In trasferta | In trasferta | In trasferta | Totale | Totale | Totale | Totale | Totale | Totale | DR  |
| Competizione       | Punti | G       | V       | N       | P       | Gf      | Gs      | G            | V            | N            | P            | Gf           | Gs           | G      | V      | N      | P      | Gf     | Gs     | DR  |
| ------------------ | ----- | ------- | ------- | ------- | ------- | ------- | ------- | ------------ | ------------ | ------------ | ------------ | ------------ | ------------ | ------ | ------ | ------ | ------ | ------ | ------ | --- |
| Serie A            | 24    | 15      | 3       | 2       | 10      | 18      | 31      | 15           | 3            | 4            | 8            | 13           | 40           | 30     | 6      | 6      | 18     | 31     | 71     | -40 |
| Serie A - Play-out | -     | 1       | 0       | 1       | 0       | 2       | 2       | -            | -            | -            | -            | -            | -            | 1      | 0      | 1      | 0      | 2      | 2      | 0   |
| Coppa Italia       | -     | 0       | 0       | 0       | 0       | 0       | 0       | 2            | 1            | 0            | 1            | 6            | 3            | 2      | 1      | 0      | 1      | 6      | 3      | +3  |
| Totale             | -     | 16      | 3       | 3       | 10      | 20      | 33      | 17           | 4            | 4            | 9            | 19           | 43           | 33     | 7      | 7      | 19     | 39     | 76     | -37 |

### Andamento in campionato
| Giornata  | 1 | 2 | 3 | 4 | 5 | 6 | 7 | 8 | 9 | 10 | 11 | 12 | 13 | 14 | 15 | 16 | 17 | 18 | 19 | 20 | 21 | 22 | 23 | 24 | 25 | 26 | 27 | 28 | 29 | 30 |
| --------- | - | - | - | - | - | - | - | - | - | -- | -- | -- | -- | -- | -- | -- | -- | -- | -- | -- | -- | -- | -- | -- | -- | -- | -- | -- | -- | -- |
| Luogo     |   |   |   |   |   |   |   |   |   |    |    |    |    |    |    |    |    |    |    |    |    |    |    |    |    |    |    |    |    |    |
| Risultato |   |   |   |   |   |   |   |   |   |    |    |    |    |    |    |    |    |    |    |    |    |    |    |    |    |    |    |    |    |    |
| Posizione |   |   |   |   |   |   |   |   |   |    |    |    |    |    |    |    |    |    |    |    |    |    |    |    |    |    |    |    |    | 12 |

Legenda:

Luogo: C = Casa; T = Trasferta. Risultato: V = Vittoria; N = Pareggio; P = Sconfitta.

### Statistiche delle giocatrici
| Giocatore      | Serie A  | Serie A | Serie A     | Serie A    | Serie A - Play-out | Serie A - Play-out | Serie A - Play-out | Serie A - Play-out | Coppa Italia | Coppa Italia | Coppa Italia | Coppa Italia | Totale   | Totale | Totale      | Totale     |
| Giocatore      | Presenze | Reti    | Ammonizioni | Espulsioni | Presenze           | Reti               | Ammonizioni        | Espulsioni         | Presenze     | Reti         | Ammonizioni  | Espulsioni   | Presenze | Reti   | Ammonizioni | Espulsioni |
| -------------- | -------- | ------- | ----------- | ---------- | ------------------ | ------------------ | ------------------ | ------------------ | ------------ | ------------ | ------------ | ------------ | -------- | ------ | ----------- | ---------- |
| B. Alessi      | 0        | 0       | 0           | 0          | -                  | -                  | -                  | -                  | ?            | ?            | ?            | ?            | 0+       | 0+     | 0+          | 0+         |
| V. Belia       | 0        | 0       | 0           | 0          | -                  | -                  | -                  | -                  | ?            | ?            | ?            | ?            | 0+       | 0+     | 0+          | 0+         |
| L. Bianchi     | 9        | 0       | 1           | 0          | -                  | -                  | -                  | -                  | ?            | ?            | ?            | ?            | 9+       | 0+     | 1+          | 0+         |
| M. Bordellini  | 20       | 0       | 3           | 1          | -                  | -                  | -                  | -                  | ?            | ?            | ?            | ?            | 20+      | 0+     | 3+          | 1+         |
| S. Bylykbashi  | 3        | 0       | 0           | 0          | -                  | -                  | -                  | -                  | ?            | ?            | ?            | ?            | 3+       | 0+     | 0+          | 0+         |
| M. Ceccarelli  | 18       | 0       | 0           | 0          | 0                  | 0                  | 0                  | 0                  | ?            | ?            | ?            | ?            | 18+      | 0+     | 0+          | 0+         |
| E. Cianci      | 27       | 0       | 0           | 0          | 1                  | 0                  | 0                  | 0                  | ?            | ?            | ?            | ?            | 28+      | 0+     | 0+          | 0+         |
| F. Cucchiarini | 12       | -27     | 1           | 0          | 0                  | 0                  | 0                  | 0                  | ?            | ?            | ?            | ?            | 12+      | -27+   | 1+          | 0+         |
| A. Ferretti    | 18       | 0       | 0           | 1          | 1                  | 0                  | 0                  | 0                  | ?            | ?            | ?            | ?            | 19+      | 0+     | 0+          | 1+         |
| C. Fiorucci    | 25       | 1       | 4           | 1          | 1                  | 1                  | 0                  | 0                  | ?            | ?            | ?            | ?            | 26+      | 2+     | 4+          | 1+         |
| G. Fiorucci    | 1        | 0       | 0           | 0          | -                  | -                  | -                  | -                  | ?            | ?            | ?            | ?            | 1+       | 0+     | 0+          | 0+         |
| B. Kouadi      | 0        | 0       | 0           | 0          | -                  | -                  | -                  | -                  | ?            | ?            | ?            | ?            | 0+       | 0+     | 0+          | 0+         |
| J. Migliorini  | 20       | 3       | 6           | 0          | -                  | -                  | -                  | -                  | ?            | ?            | ?            | ?            | 20+      | 3+     | 6+          | 0+         |
| M. Maddaleni   | 18       | 3       | 1           | 0          | 1                  | 0                  | 0                  | 0                  | ?            | ?            | ?            | ?            | 19+      | 3+     | 1+          | 0+         |
| I. Mannucci    | 5        | 0       | 0           | 0          | -                  | -                  | -                  | -                  | ?            | ?            | ?            | ?            | 5+       | 0+     | 0+          | 0+         |
| A. Marchesi    | 22       | 1       | 5           | 1          | 1                  | 1                  | 0                  | 0                  | ?            | ?            | ?            | ?            | 23+      | 2+     | 5+          | 1+         |
| G. Marinelli   | 26       | 4       | 0           | 0          | 1                  | 0                  | 1                  | 0                  | ?            | ?            | ?            | ?            | 27+      | 4+     | 1+          | 0+         |
| M. Marroccoli  | 0        | 0       | 0           | 0          | -                  | -                  | -                  | -                  | ?            | ?            | ?            | ?            | 0+       | 0+     | 0+          | 0+         |
| E. Monsignori  | 18       | -44     | 1           | 0          | 1                  | -2                 | 0                  | 0                  | ?            | ?            | ?            | ?            | 19+      | -46+   | 1+          | 0+         |
| R. Natalizi    | 30       | 4       | 2           | 0          | 1                  | 0                  | 1                  | 0                  | ?            | ?            | ?            | ?            | 31+      | 4+     | 3+          | 0+         |
| B. Parise      | 20       | 2       | 1           | 1          | 1                  | 0                  | 0                  | 0                  | ?            | ?            | ?            | ?            | 21+      | 2+     | 1+          | 1+         |
| E. Pederzoli   | 28       | 0       | 5           | 0          | 1                  | 0                  | 0                  | 1                  | ?            | ?            | ?            | ?            | 29+      | 0+     | 5+          | 1+         |
| E. Proietti    | 15       | 4       | 0           | 1          | 1                  | 0                  | 0                  | 0                  | ?            | ?            | ?            | ?            | 16+      | 4+     | 0+          | 1+         |
| P. Roversi     | 0        | 0       | 0           | 0          | -                  | -                  | -                  | -                  | ?            | ?            | ?            | ?            | 0+       | 0+     | 0+          | 0+         |
| L. Pugnali     | 28       | 5       | 2           | 0          | 1                  | 0                  | 0                  | 0                  | ?            | ?            | ?            | ?            | 29+      | 5+     | 2+          | 0+         |
| N. Santacroce  | 12       | 1       | 0           | 1          | -                  | -                  | -                  | -                  | ?            | ?            | ?            | ?            | 12+      | 1+     | 0+          | 1+         |
| C. Saravalle   | 29       | 3       | 5           | 0          | 1                  | 0                  | 0                  | 0                  | ?            | ?            | ?            | ?            | 30+      | 3+     | 5+          | 0+         |
| M. I. Volpi    | 0        | 0       | 0           | 0          | -                  | -                  | -                  | -                  | ?            | ?            | ?            | ?            | 0+       | 0+     | 0+          | 0+         |